# Кэмпбелл, Уильям (футболист)
Уи́льям Се́сил Кэ́мпбелл (англ. William Cecil Campbell; 25 октября 1865 — дата смерти неизвестна) — шотландский футболист, нападающий.

## Футбольная карьера
Родился в Инвернессе, Шотландия. Начал карьеру в лондонском клубе «Ройал Арсенал» в 1890 году, дебютировав за команду в сентябре в товарищеском матче против футбольной команды 93-го полка линейной пехоты. Характеризовался как «общительный человек и любимчик толпы». Официальных игр за «Арсенал» не провёл и к концу года перешёл в клуб «Престон Норт Энд», где искали замену Джону Гудоллу. В «Престоне» его считали «полным энтузиазма новичком», но в основном составе он не закрепился, и уже в феврале 1891 года покинул команду.
После недолгого пребывания в «Мидлсбро» (за который Кэмпбелл не провёл официальных матчей) он перешёл в клуб Второго дивизиона «Дарвен». В сезоне 1892/93 провёл за команду 22 матча и забил 8 мячей, однако в конце сезона получил дисквалификацию за проступок, из-за чего его трансфер в «Блэкберн Роверс» был отложен до октября 1893 года. В «Блэкберне» Кэмпбелл провёл только один месяц, и уже в ноябре перешёл в манчестерский клуб «Ньютон Хит». Дебютировал за команду 25 ноября 1893 года в матче Первого дивизиона против «Шеффилд Юнайтед» на стадионе «Брэмолл Лейн». В сезоне 1893/94 провёл за «Ньютон Хит» 5 матчей и забил 1 мяч (в выездной игре против «Сандерленда» 6 декабря 1893 года). В феврале или марте 1894 года покинул «Ньютон Хит», перейдя в «Ноттс Каунти».
В мае 1894 года получил двухлетнюю дисквалификацию от Футбольной лиги Англии за «незаконные переговоры о трансфере» со своим бывшим одноклубником по «Блэкберн Роверс» Джоном Марри. Последующие два года выступал в клубах низших лиг, не входящих в Футбольную лигу.
В сезоне 1896/97 выступал за «Эвертон», сыграв за клуб 3 матча и забив 1 гол в Первом дивизионе.